# نهائي كأس رابطة الأندية الإنجليزية المحترفة 2021
نهائي كأس رابطة الأندية الإنجليزية المحترفة 2021 هو نهائي كأس رابطة الأندية الإنجليزية المحترفة 2020–21. لُعبت المباراة على ملعب ويمبلي في لندن، إنجلترا، في 25 أبريل 2021، وتنافس عليها مانشستر سيتي وتوتنهام هوتسبير.
فاز السيتي بالمباراة 1–0 ليحرز لقبه الرابع على التوالي في كأس رابطة الأندية الإنجليزية المحترفة.